# Ixias ludekingii
Ixias ludekingii är en fjärilsart som först beskrevs av Snellen van Vollenhoven 1860.  Ixias ludekingii ingår i släktet Ixias och familjen vitfjärilar. Inga underarter finns listade i Catalogue of Life.